# Statenice
Obec Statenice se nachází v okrese Praha-západ, kraj Středočeský, v údolí Únětického potoka zhruba 11 km severozápadně od centra hlavního města Prahy. Žije zde přibližně 1 600 obyvatel. Obec Statenice se skládá ze dvou částí, Statenice a Černý Vůl, které obě leží v katastrálním území Statenice.

## Historie
První písemná zmínka o vsi (Ztativnice) pochází z roku 1227, kdy se připomíná ve výčtu majetku, potvrzeného králem Přemyslem Otakarem I. svatojiřskému klášteru na Pražském hradě; vzhledem k popřednímu postavení vsi ve zmíněné listině lze spekulovat, že Statenice náležely klášteru již od jeho založení v roce 973.

### Územněsprávní začlenění
Dějiny územněsprávního začleňování zahrnují období od roku 1850 do současnosti. V chronologickém přehledu je uvedena územně administrativní příslušnost obce v roce, kdy ke změně došlo:
- 1850 země česká, kraj Praha, politický i soudní okres Smíchov[4]
- 1855 země česká, kraj Praha, soudní okres Smíchov
- 1868 země česká, politický i soudní okres Smíchov
- 1927 země česká, politický okres Praha-venkov, soudní okres Praha-západ[5]
- 1929 země česká, politický okres Praha-venkov, soudní okres Praha-sever [6]
- 1939 země česká, Oberlandrat Praha, politický okres Praha-venkov, soudní okres Praha-sever[7]
- 1942 země česká, Oberlandrat Praha, politický okres Praha-venkov-sever, soudní okres Praha-sever[8]
- 1945 země česká, správní okres Praha-venkov-sever, soudní okres Praha-západ[9]
- 1949 Pražský kraj, okres Praha–západ[10]
- 1960 Středočeský kraj, okres Praha-západ
- 2003 Středočeský kraj, obec s rozšířenou působností Černošice

Statenice jsou také součástí Mikroregionu Od Okoře k Vltavě.

### Rok 1932
Ve vsi Statenice (přísl. Černý Vůl, 630 obyvatel) byly v roce 1932 evidovány tyto živnosti a obchody: nákladní autodoprava, výroba cementového zboží, 2 cihelny, 3 hostince, 2 klempíři, 2 mlýny, obuvník, pekař, 2 řezníci, 5 obchodů se smíšeným zbožím, Spořitelní a záložní spolek pro Statenice, 3 trafiky, velkostatek, obchod se zvěřinou a drůbeží.

## Současnost
Na počátku 21. století se v centru obce staví nové domy, např. komplex Statenický mlýn.
Rozvoj iniciovalo zvýšení poptávky po lokalitách za hranicemi Prahy, v souvislosti s rozšířením fenoménu tzv. satelitních městeček. Pozemky ve Statenicích vlastnil také H-System. V souvislosti s tímto se počítalo se zvýšením počtu obyvatel ze zhruba osmi set až na dva a půl tisíce (přitom ještě v 90. letech byly záměry podstatně skromnější). 
Posílena byla také příměstská doprava; Statenice mají výhodné umístění s blízkostí k městské části Prahy 6 a přímé autobusové spojení s Prahou. Přes poměrně značný rozvoj si obec oproti okolním obcím stále zachovává svůj vesnický ráz.
Na rozvoji obce je developerská činnost nicméně znatelná. Komplex Statenický mlýn s náměstíčkem je faktickým centrem obce (skutečné centrum se nachází u obecního úřadu na konečné stanici autobusové linky 356), také přímo nad obcí se nachází nedokončený developerský projekt vysokostandardního bydlení, jehož součástí mělo být i golfové hřiště. 
Výzvami k dalšímu rozvoji obce jsou především odpadní vody, dopravní infrastruktura a občanská vybavenost. V blízké době[kdy?] se má počet obyvatel zvýšit až o několik tisíc.

## Pamětihodnosti
- Zámek Statenice (opraven v roce 1924, ve špatném stavu), do roku 1989 ve správě MNV a využíván též jako byty pro zaměstnance Státního statku[12]
- Rozlehlé památeční louky
- Pomník obětem první a druhé světové války.

## Osobnosti
Josef Miroslav Hovorka (1848–1914) – statenický rodák, prozaik, literární historik, knihkupec, redaktor, fejetonista a povídkář. Absolvent nižšího gymnázia v Praze. Vyučen knihkupeckým účetním. Zprvu účetní (Plzeň, Praha). 1876–1880 administrátor a účetní ve Světozoru, 1880–1885 v Ottově nakladatelství. Od r. 1889 učitel a ředitel Odborné pokračovací školy Grémia knihkupců a nakladatelů. Založil a redigoval v r. 1878 literární časopis Le Pragois, časopis Knihkupecký oznamovatel a Topičův sborník. Autor románů z vojenského, pražského i venkovského prostředí.

## Doprava
Dopravní síť
- Pozemní komunikace – do obce Statenice vedou silnice III. třídy. Místní částí Černý Vůl prochází silnice II/240 Praha – Horoměřice – Kralupy nad Vltavou – Roudnice nad Labem.

- Železnice – železniční trať ani stanice na území obce nejsou, nejbližší železniční stanice jsou Roztoky u Prahy nebo Úholičky.
- Přes Statenice vede oblíbená cyklotrasa 8100 směrem do Tuchoměřic nebo přes Tiché údolí do Roztok a dále cyklotrasa 0077 na Velké Přílepy.

Veřejná doprava
- Autobusová doprava – Obec Statenice je součástí Pražské integrované dopravy (Pásmo I). V obci Statenice v minulosti končila autobusová linka 356 Praha,Dejvická – Statenice, místní částí Černý Vůl projížděla autobusová linka 316 Praha, Dejvická – Holubice, obě linky jezdily denně s velkým množstvím spojů (dopravce ČSAD MHD Kladno, a. s.). V současnosti linky 316 a 356 namísto Dejvické končí u stanice metra Bořislavka.

## Další fotografie

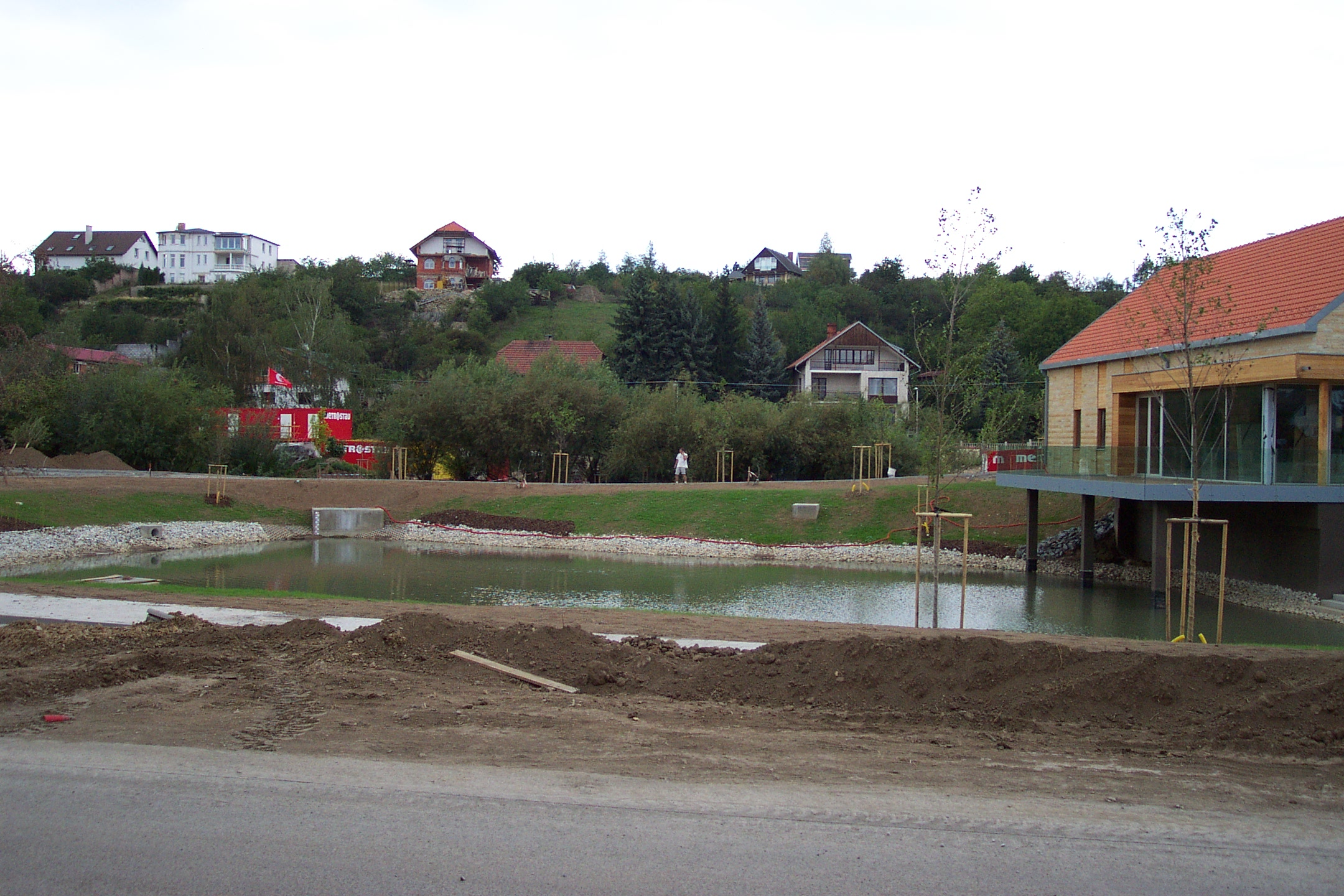
Nový rybník u nových domů
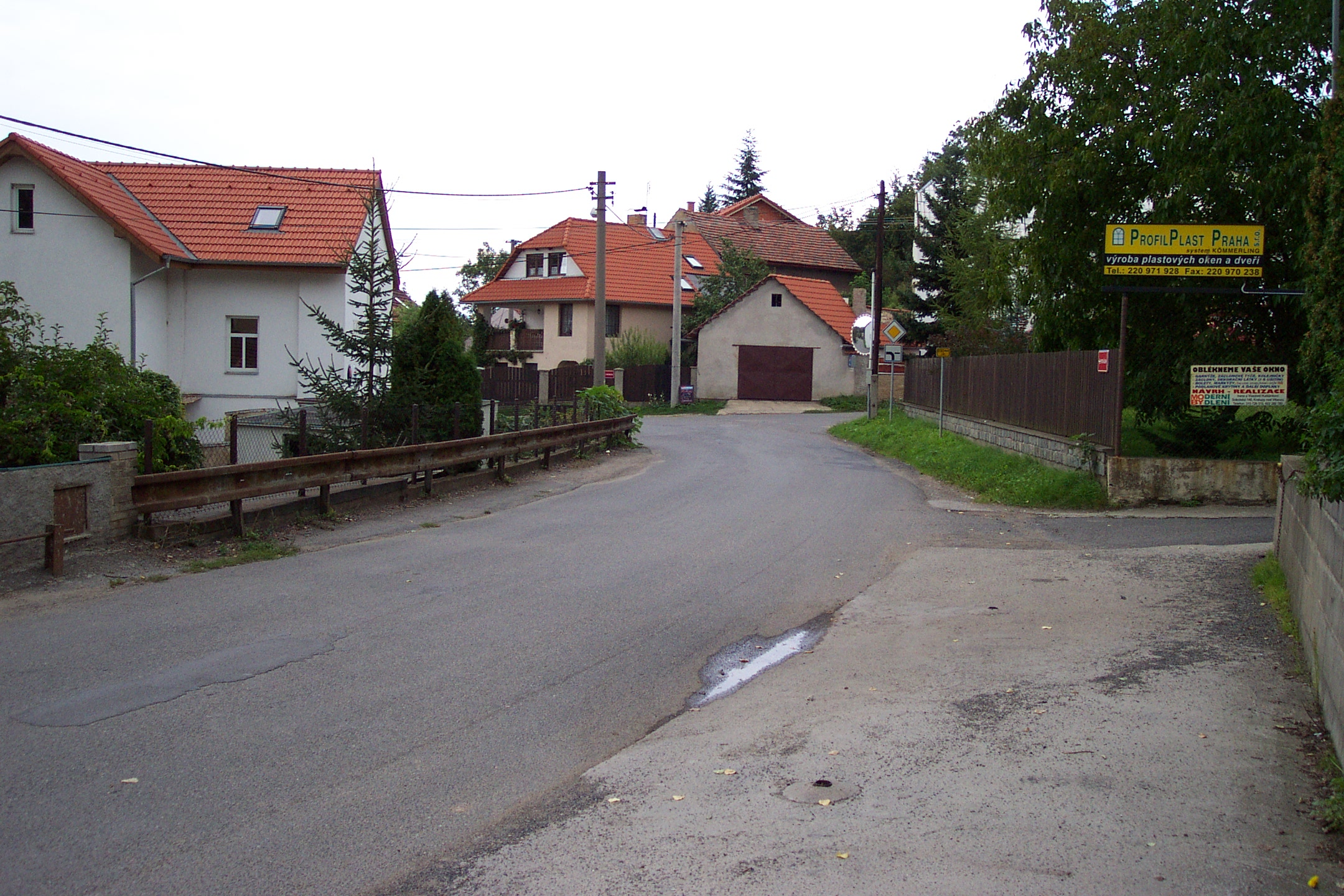
U obecního úřadu
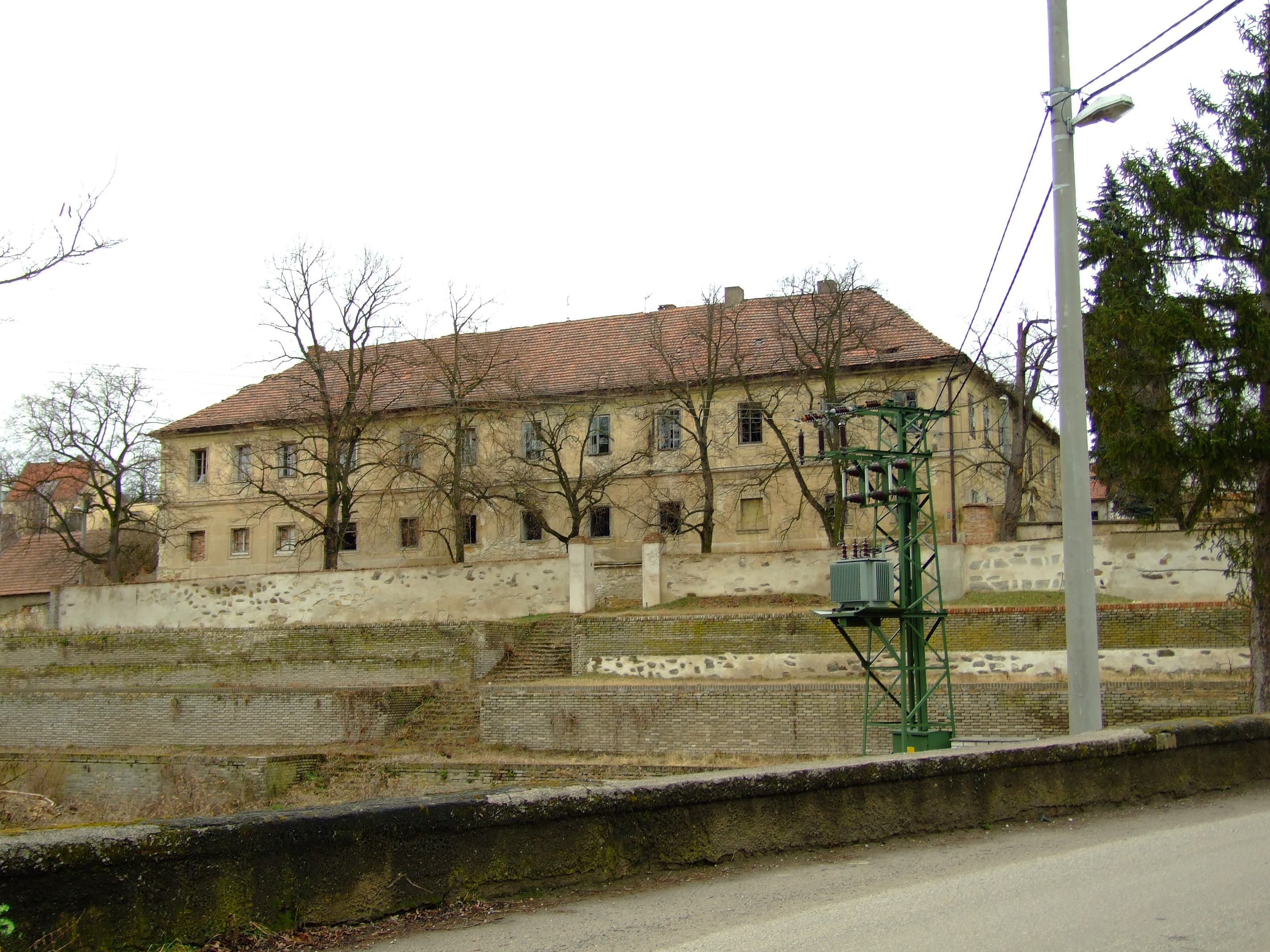
Statenický zámek očekává rekonstrukci